# Kleinemeer (buurtschap)
Kleinemeer (Gronings: Klainmeer) is een wijk en voormalige buurtschap, tevens een voormalig veenmeertje of meerstal in de gemeente Midden-Groningen in de provincie Groningen in Nederland. Het ligt ten zuiden van Sappemeer. Evenals die plaats dankt Kleinemeer zijn naam aan een meer dat hier vroeger lag, maar dat in de tijd van de vervening is verdwenen.
Het Kleinemeer of Kleine Sapmeer lag ten zuiden van het Sappemeer, daarvan gescheiden door de Middenweg (vroeger Zwarteweg genoemd). Het werd doorsneden door het Kleinemeersterdiep (nu: Vosholen) en het Borgercompagniesterdiep.
De buurtschap dankt haar ontstaan aan de Borgercompagnie, die vanaf Sappemeer zuidoostwaarts begon met het afgraven van het veen. De rijkdom die dat turfsteken opleverde werd in Kleinemeer getoond. De plaats heeft drie veenborgen gekend: Woelwijk en Vosholen die inmiddels zijn verdwenen en de nog steeds bestaande veenborg Welgelegen.
Van 1710 tot ca. 1870 heeft in Kleinemeer een rooms-katholieke schuilkerk gestaan, die was gewijd aan St. Willibrordus. Het doopvont van deze kerk bevindt zich nu in de Willibrorduskerk in Sappemeer.

## Geboren in Kleinemeer
- Gerhard Nicolaas Heerkens (1726-1801), hekeldichter
- Albertus van Gruisen (1741-1824), orgelbouwer
- Gerardus Bodewes (1785-1854), scheepsbouwer
- Joan Henrik Hooft van Iddekinge (1800-1881), majoor, chef en bestuurder
- Berend van Iddekinge (1813-1847), kunstschilder